# Petrovice (district d'Ústí nad Orlicí)
Pour les articles homonymes, voir Petrovice.
Petrovice (en allemand : Petersdorf) est une commune du district d'Ústí nad Orlicí, dans la région de Pardubice, en République tchèque. Sa population s'élevait à 258 habitants en 2024.

## Géographie
Petrovice se trouve à 7 km au sud-ouest du centre de Jablonné nad Orlicí, à 11 km à l'est d'Ústí nad Orlicí, à 55 km à l'est de Pardubice et à 151 km à l'est de Prague.
La commune est limitée par Letohrad au nord, par Verměřovice à l'est, par Dolní Čermná au sud, et par Dolní Dobrouč à l'ouest.

## Histoire
La première mention écrite de la localité date de 1304.

## Transports
Par la route, Petrovice trouve à 11 km de Letohrad, à 15 km d'Ústí nad Orlicí, à 75 km de Pardubice et à 183 km de Prague. 